# Cerebro artificial
Cerebro artificial es un término utilizado habitualmente en los medios de comunicación para describir la investigación que pretende desarrollar software y hardware con habilidades cognitivas similares al cerebro humano o animal.

## Detalles
La investigación de «cerebros artificiales» desempeña tres papeles importantes para la ciencia:Filosofía de la inteligencia artificial
1. Un intento constante de los neurocientíficos para entender cómo funciona el cerebro humano.
2. Un experimento mental en la filosofía de la inteligencia artificial, ha demostrado que es posible, en teoría, crear una máquina que tenga todas las capacidades de un ser humano.
3. Un proyecto serio a largo plazo para crear máquinas capaces de una acción general inteligente o inteligencia general artificial. Esta idea ha sido popularizada por Ray Kurzweil[2] como IA fuerte (en el sentido de una máquina tan inteligente como un ser humano).

Un ejemplo del primer objetivo es el proyecto informado por la Universidad de Aston en Birmingham (Reino Unido) donde los investigadores están utilizando células biológicas para crear «neuroesferas» (pequeños grupos de neuronas) con el fin de desarrollar nuevos tratamientos para enfermedades como la enfermedad de Alzheimer, la enfermedad de Parkinson y la enfermedad de la motoneurona.
El segundo objetivo es ejemplificado por la máquina de Turing y más recientemente en el funcionalismo de estados de la máquina de Hilary Putnam.
El tercer objetivo es el que suele llamarse inteligencia general artificial por los investigadores. Sin embargo Kurzweil prefiere el término más memorable IA fuerte. En su libro La Singularidad está Cerca se centra en la emulación de todo el cerebro usando máquinas de computación convencionales como forma de implementación de cerebros artificiales, y afirma (por razón del poder de las computadoras que sigue una tendencia de crecimiento exponencial) que esto podría pasar en 2025. Henry Markram, director del proyecto Blue Brain (que pretende la emulación del cerebro), hizo una afirmación similar (2020) en la conferencia TED de Oxford en 2009.
A pesar de que la emulación directa del cerebro usando redes neuronales artificiales sobre una máquina de computación de alto rendimiento es un enfoque común, existen otros enfoques. Una implementación alternativa del cerebro artificial podría basarse en los principios de coherencia/decoherencia de fase no lineal de la Tecnología Holográfica Neural (HNeT). La analogía se ha hecho a los procesos cuánticos a través del algoritmo sináptico nuclear que tiene grandes similitudes con la ecuación de onda QM.
Algunos críticos de la simulación cerebral creen que es más sencillo crear directamente una acción inteligente general sin necesidad de imitar a la naturaleza. Algunos comentaristas han usado la analogía de que en los primeros intentos de construir máquinas voladoras estas fueron modeladas como las aves, y que sin embargo las aeronaves modernas no lucen como aves. Un argumento computacional es usado en AI-What is this, donde se muestra que, si tenemos una definición formal de la IA general, el programa correspondiente se pueden encontrar mediante la enumeración de todos los programas posibles y luego probar cada uno de ellos para ver si coincide con la definición. No existe una definición adecuada en la actualidad. El EvBrain es una forma de software evolutivo que puede hacer evolucionar redes neuronales similares al cerebro, tales como la red inmediatamente detrás de la retina.
Hay buenas razones para creer que, indistintamente de la estrategia de aplicación, las predicciones sobre la realización de cerebros artificiales en un futuro próximo son optimistas. En particular el cerebro (incluyendo el cerebro humano) y la cognición no son actualmente bien entendidos, y la escala de computación requerida es desconocida. Además parece haber limitaciones en la potencia. El cerebro consume unos 20 W de potencia, mientras que las supercomputadoras pueden usar tanto como de 1 MW (megavatio) o sobre un orden de 100 000 más (nota: el límite de Landauer es de 3.5 × 1020 op/seg/W a temperatura ambiente).
Además, hay cuestiones éticas que deben ser resueltas. La construcción y el mantenimiento de un cerebro artificial plantea cuestiones morales, es decir, en relación con la personalidad, la libertad y la muerte. ¿Un «cerebro en una caja» constituye una persona? ¿Qué derechos tendría esa entidad, legales o de otro tipo? Una vez activado, ¿tendrían los seres humanos la obligación de continuar con su operación? ¿Constituiría la desactivación de un cerebro artificial muerte, sueño, inconsciencia, o algún otro estado para el que no existe ninguna descripción humana? Después de todo, un cerebro artificial no está sujeto a la descomposición celular post mortem (y la consiguiente pérdida de su función) como lo están los cerebros humanos, por lo que un cerebro artificial podría, teóricamente, reanudar su funcionalidad exactamente como estaba antes de que fuese desactivado.

## Recursos
Desde noviembre de 2008, IBM recibió una subvención de 4.9 millones de dólares del Pentágono para la investigación sobre la creación de computadoras inteligentes. El proyecto Blue Brain se está llevando a cabo con la ayuda de IBM en Lausana. El proyecto se basa en la premisa de que es posible enlazar artificialmente las neuronas «en la computadora» mediante la colocación de treinta millones de sinapsis en sus adecuadas posiciones tridimensionales.
En marzo de 2008, el proyecto Blue Brain estaba avanzando más rápido de lo esperado: «La conciencia es solo una enorme cantidad de información intercambiada por billones de células cerebrales». Algunos defensores de la IA fuerte especulan que las computadoras en el marco de Blue Brain y Soul Catcher pueden exceder la capacidad intelectual humana en torno al 2015, y que es probable que seamos capaces de descargar el cerebro humano en algún momento alrededor del 2050.